# Gruppo Calcio Alfa Romeo 1940-1941
Questa voce raccoglie le informazioni riguardanti il Gruppo Calcio Alfa Romeo nelle competizioni ufficiali della stagione 1940-1941.

## Rosa
| N. |                   | Ruolo | Calciatore            |
| -- | ----------------- | ----- | --------------------- |
|    | Italia (bandiera) | C     | Giuseppe Andrei       |
|    | Italia (bandiera) | D     | Virgino Ballabio      |
|    | Italia (bandiera) | C     | Nello Bechelli        |
|    | Italia (bandiera) | A     | Bruno Bianchi         |
|    | Italia (bandiera) | A     | Arturo Candiani       |
|    | Italia (bandiera) | P     | Giovanni Corti        |
|    | Italia (bandiera) | D     | Otello Fastani        |
|    | Italia (bandiera) | A     | Luigi Fava            |
|    | Italia (bandiera) | A     | Alessandro Fornasaris |
|    | Italia (bandiera) | A     | Fortunato Galli       |
|    | Italia (bandiera) | D     | Pietro Maestroni      |
|    | Italia (bandiera) | D     | Franco Mari           |
|    | Italia (bandiera) | A     | Giovanni Marin        |
|    | Italia (bandiera) | C     | Silvio Misani         |

| N. |                   | Ruolo | Calciatore         |
| -- | ----------------- | ----- | ------------------ |
|    | Italia (bandiera) | C     | Ludovico Pagani    |
|    | Italia (bandiera) | C     | Luigi Paladini     |
|    | Italia (bandiera) | A     | Francesco Parini   |
|    | Italia (bandiera) | C     | Bruno Redaelli     |
|    | Italia (bandiera) | A     | Luigi Riboni       |
|    | Italia (bandiera) | C     | Bruno Ricci        |
|    | Italia (bandiera) | A     | Battista Sacchi    |
|    | Italia (bandiera) | C     | Antonio Severi     |
|    | Italia (bandiera) | P     | Bonifacio Smerzi   |
|    | Italia (bandiera) | D     | Gastone Staffiero  |
|    | Italia (bandiera) | A     | E. Tiranzi         |
|    | Italia (bandiera) | A     | Giuseppe Ugolini   |
|    | Italia (bandiera) | C     | Ferdinando Valetti |
|    | Italia (bandiera) | C     | Italo Vania        |